# Tarō Sugimoto
Tarō Sugimoto (杉本 太郎 Sugimoto Tarō?, nacido el 28 de diciembre de 1996 en Tajimi, Gifu) es un futbolista japonés que se desempeña como centrocampista en el Avispa Fukuoka de la J League.

## Trayectoria
Debutó en el Kashima Antlers en 2014 .Su primera aparición en la J1 League fue en la Fecha 17 en contra Urawa Red Diamonds el 27 de julio. Marcó su primer gol como profesional en el partido contra el FC Ryukyu el 9 de septiembre de 2015. Marcó su primer gol en la J1 League en contra del Kofu el 17 de julio de 2016.
En 2017, es transferido al Tokushima Vortis de la J2 League por lo que restaba de la temporada. El 26 de febrero, fue titular en el partido inaugural ante el Tokio Verdy 1969 y marcó su primer gol tras desde que fue transferido. Después de que terminó la temporada, se extendió el préstamo con Tokushima por un año. 
En la temporada 2018 comenzó a usar el dorsal número "10".
En 2019 fue transferido al Matsumoto Yamaga FC.
En 2021 fue transferido completamente al Avispa Fukuoka.

## Selección nacional
Fue convocado para el Campeonato Sub-16 de 2012 de la AFC en Irán donde anotó 3 goles y fue seleccionado como MVP del torneo, lo que contribuyó al subcampeonato de Japón y a la clasificación para la Copa Mundial Sub-17 de los Emiratos Árabes Unidos en 2013. También fue nominado a candidato a Mejor Jugador Juvenil de la AFC 2012.

### Clubes
| Club                | País  | Año         |
| ------------------- | ----- | ----------- |
| Kashima Antlers     | Japón | 2014 - 2016 |
| J. League sub-22    | Japón | 2014 - 2015 |
| Tokushima Vortis    | Japón | 2017 - 2018 |
| Matsumoto Yamaga FC | Japón | 2019 - 2020 |
| Avispa Fukuoka      | Japón | 2021 -      |

## Estadística de carrera

### J. League
| Club             | Año   | J. League | J. League | Copa J. League | Copa J. League | Total | Total |
| Club             | Año   | Part.     | Goles     | Part.          | Goles          | Part. | Goles |
| ---------------- | ----- | --------- | --------- | -------------- | -------------- | ----- | ----- |
| Kashima Antlers  | 2014  | 4         | 0         | 0              | 0              | 4     | 0     |
| Kashima Antlers  | 2015  | 1         | 0         | 0              | 0              | 1     | 0     |
| Kashima Antlers  | 2016  | 14        | 1         | 2              | 1              | 16    | 2     |
| J. League sub-22 | 2014  | 6         | 0         | -              | -              | 6     | 0     |
| Tokushima Vortis | 2017  | 41        | 6         | -              | -              | 41    | 6     |
| Total            | Total | 66        | 7         | 2              | 1              | 68    | 8     |